# ثورة 25 يناير
هي مجموعة من التحركات الشعبية ذات الطابع الاجتماعي والسياسي. انطلقت يوم الثلاثاء 25 يناير 2011 الموافق 21 صفر 1432 هـ. حيث دعت بعض صفحات مواقع التواصل الاجتماعي المصريين إلى التخلص من النظام والفساد وسوء معاملة الشرطة وحالة الطوارئ والأوضاع السياسية السيئة في فترة حكم مبارك، تسببت بعض الأحداث قبلها إلى ارتفاع حدة الاحتجاجات ومنها اندفاع الثورة التونسية ومقتل الشاب خالد سعيد وأيضاً مقتل سيد بلال وحادث كنيسة القديسين بالإضافة إلى نتائج انتخابات مجلس الشعب المصري وسط اتهامات من المعارضة بتزويرها واستحواذ الحزب الحاكم عليها أغلب مقاعدها.
اُختير يوم 25 يناير ليوافق عيد الشرطة حددته عدة جهات من المعارضة المصرية والمستقلين، انتشرت المظاهرات في البداية في الميادين العامة مثل ميدان التحرير وانتقلت الاحتجاجات إلى السويس حيث شهدت سقوط عدد من القتلى رمياً بالرصاص، كما بادرت الحكومة المصرية بقمع الاحتجاجات عن طريق قطع الأنترنت وكافة الإتصالات، مما دفع العديد من القوى السياسية والمعارضة للمشاركة في احتجاج جمعة الغضب يوم 28 يناير والتي شهدت أعنف المظاهرات وحدوث احتكاك من قوات الشرطة مع المتظاهرين والتعامل معهم بالأسلحة النارية والقنابل المسيلة، وتم اقتحام السجون وهروب عدد كبير من النزلاء وهجوم على أقسام الشرطة مما تسبب في حالة انفلات أمني بعد هروب عناصر الشرطة وسقوط العديد من القتلى، وقام العديد من المواطنين بإنشاء لجان شعبية لحفظ الأمن وسد الفراغ الأمني.
نتيجة لذلك قام الرئيس حسني مبارك بإعلان حالة الطوارئ ونزول قوات الجيش لتأمين منشأت ومرافق الدولة وتم إعلان حالة حظر تجول، كما أصدر عدة قرارات ومنها إقالة وزارة أحمد نظيف وتكليف الفريق أحمد شفيق بتشكيل الحكومة وتعيين عمر سليمان نائبًا للرئيس، وأعلن عدم ترشحه في الانتخابات القادمة.
وفي يوم 1 فبراير وعقب قيام مبارك بإدلاء خطاب للجمهور في اليوم السابق قامت مجموعة من مؤيديه بالتجمهر أمام مبنى ماسبيرو وبعدها أتجهوا نحو ميدان التحرير وحدثت إشتباكات دموية بينهم وسقط عدد كبير من الجرحى والقتلى، وفوجئ المتظاهرين بهجوم من الأحصنة والجمال عليهم في واقعة سميت بموقعة الجمل واتهمت جهات عديدة نظام مبارك بتجنيد بعض البلطجية والمرتزقة لفض التظاهر.
استمرت الاعتصامات والمظاهرات في عدة ميادين مصرية أبرزها ميدان التحرير وميدان مسجد القائد إبراهيم وأستمرت طوال 18 يوم.

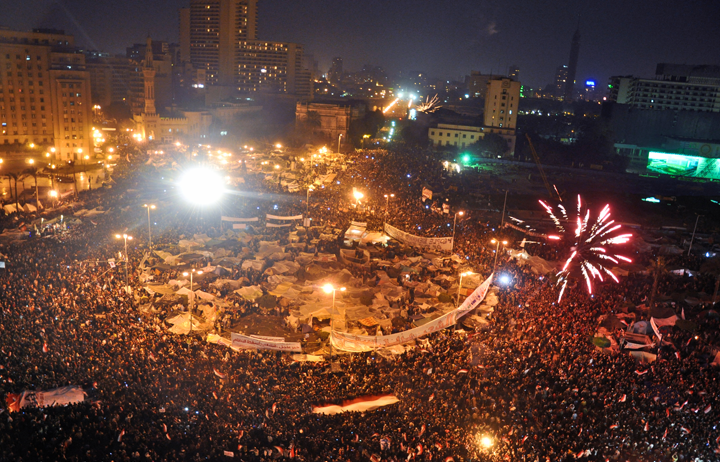
احتفالات يوم 11 فبراير 2011 في ميدان التحرير بعد إعلان عمر سليمان رحيل حسني مبارك.

أدت هذه الثورة إلى تنحي الرئيس محمد حسني مبارك عن الحكم في 11 فبراير 2011 (الموافق 8 ربيع الأول 1432 هـ) ففي السادسة من مساء الجمعة 11 فبراير 2011 أعلن نائب الرئيس عمر سليمان في بيان مقتضب تخلي الرئيس عن منصبه وأنه كلف المجلس الأعلى للقوات المسلحة بقياده محمد حسين طنطاوي بإدارة شئون البلاد.

## أسماء الثورة
تسمى في الغالب ثورة 25 يناير أو ثورة الغضب، وتسمى أحيانًا ثورة الشباب أو ثورة اللوتس أو الثورة البيضاء أو ثورة التحرير أو ثورة الصبار.

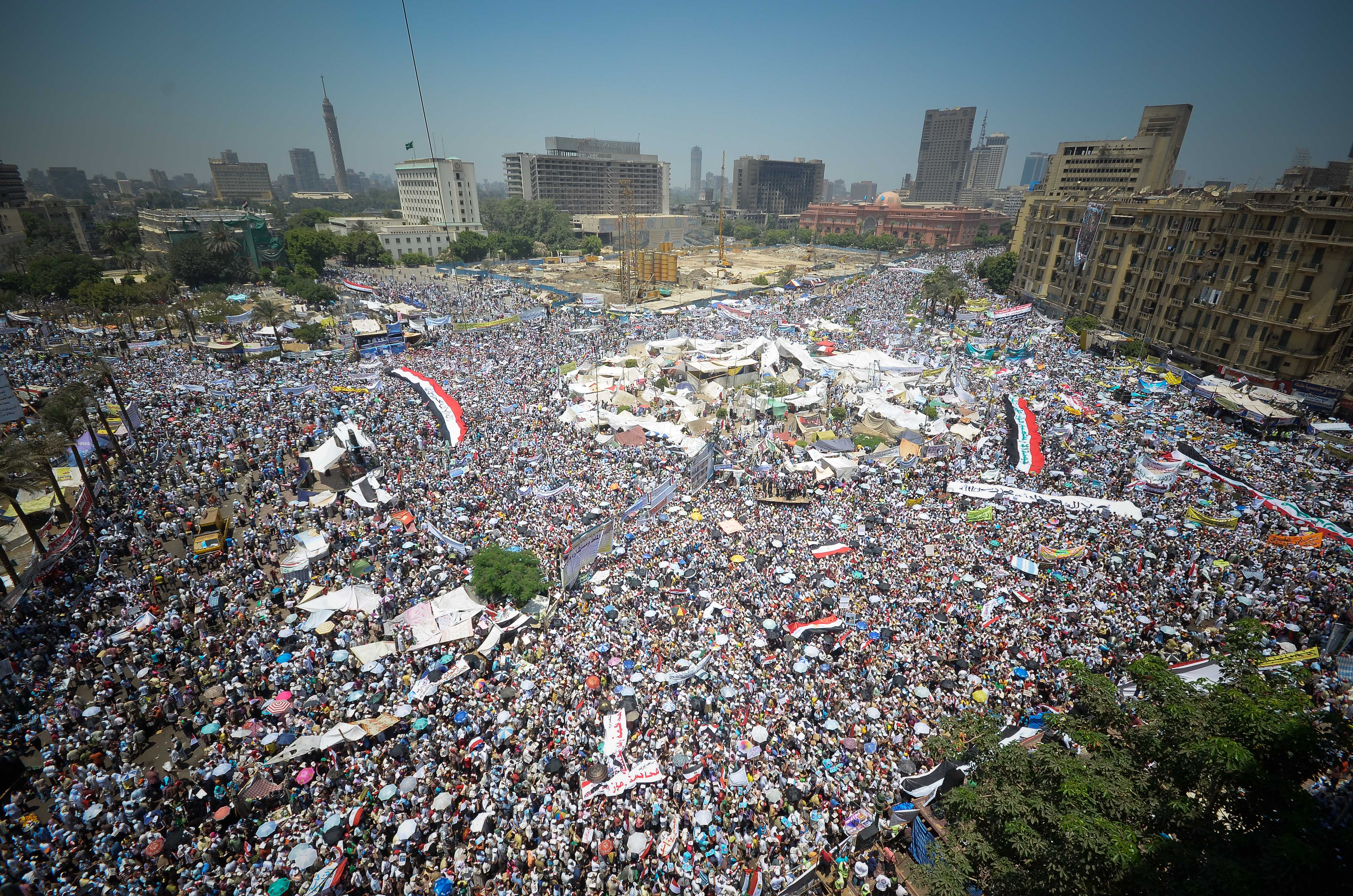
مظاهرات الإسلاميين في ميدان التحرير في 29 يوليو 2011 خلال جمعة الوحدة التي أطلق عليها لاحقًا اسم "جمعة قندهار" من قبل القوي العلمانية بسبب هتافات " إسلامية، إسلامية ورفع راية العقاب.

## احتجاجات حسب المدينة

### القاهرة
كانت القاهرة في قلب الثورة. وخرجت أكبر الاحتجاجات وسط ميدان التحرير، واعتبرت «القلب النابض للحركة الاحتجاجية والرمز الأكثر فاعلية». خلال الأيام الثلاثة الأولى من الاحتجاجات، وقعت مصادمات بين شرطة الأمن المركزي والمتظاهرين، لكن في 28 يناير / كانون الثاني، انسحبت الشرطة من القاهرة بالكامل. شكل المواطنون مجموعات مراقبة الأحياء للحفاظ على النظام، ووردت أنباء عن أعمال نهب واسعة النطاق. تم إعادة شرطة المرور إلى القاهرة صباح 31 يناير. احتج ما يقدر بمليوني شخص في ميدان التحرير. أثناء الاحتجاجات، الصحفيون ناتاشا سميث ولارا لوغان ومنى الطحاوي تعرضوا لاعتداء جنسي أثناء تغطيتهم للأحداث.

### الإسكندرية

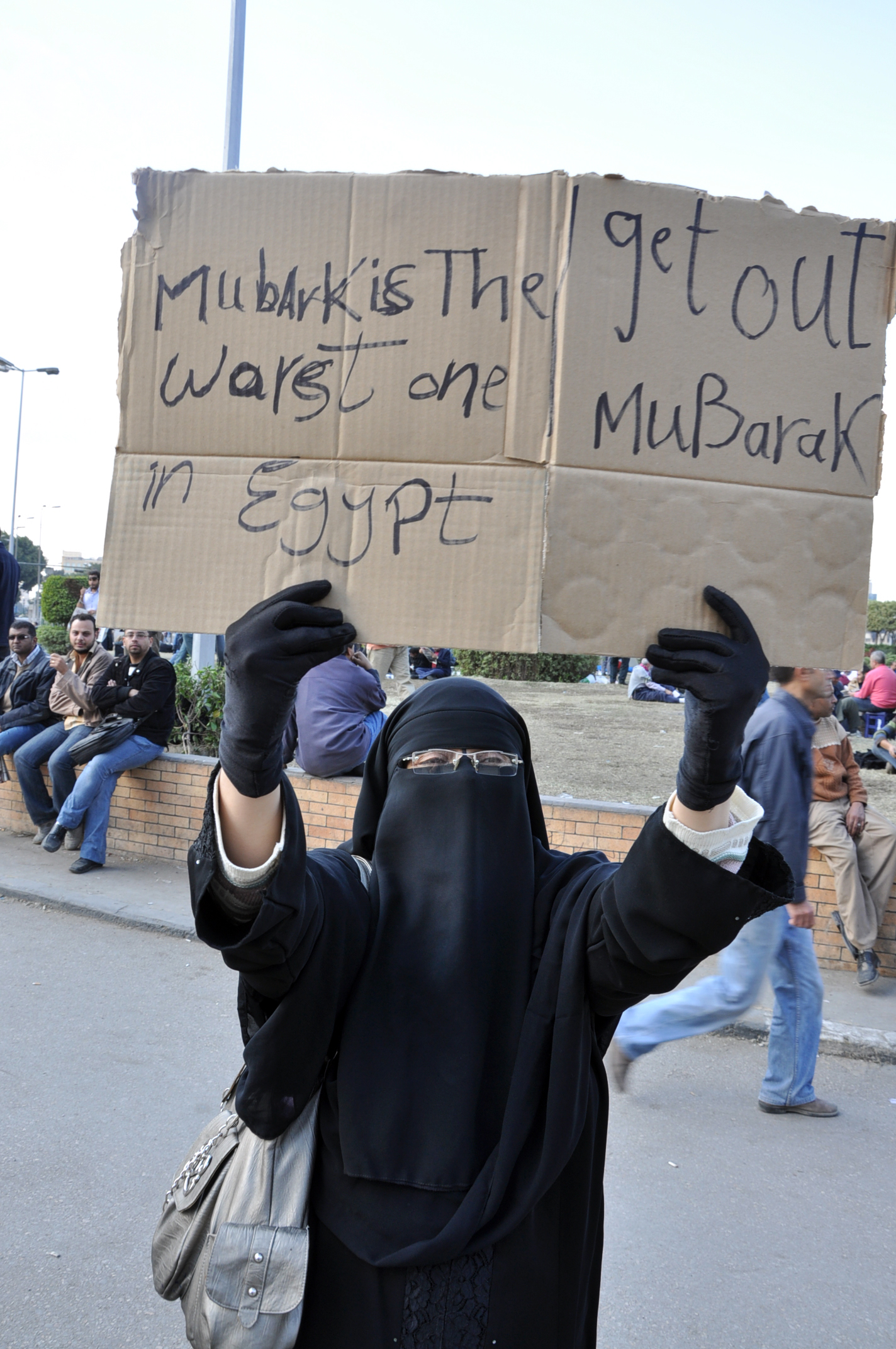
متظاهرة بتاريخ 30 يناير 2011.

شهدت الإسكندرية بعد مقتل الشاب خالد سعيد احتجاجات واشتباكات كبيرة مع الشرطة. كانت هناك مواجهات قليلة بين المتظاهرين حيث كان هناك عدد قليل من أنصار مبارك (باستثناء عدد قليل من القوافل التي ترافقها الشرطة). واستمر انهيار القانون والنظام بما في ذلك الغياب العام للشرطة عن الشوارع حتى مساء 3 فبراير / شباط.

### المنصورة
في مدينة المنصورة الشمالية، كانت هناك احتجاجات يومية ضد نظام مبارك ابتداء من 25 يناير. بعد يومين، أُطلق على المدينة اسم «منطقة حرب». في 28 يناير، تم الإبلاغ عن مقتل 13 في اشتباكات عنيفة. في 9 فبراير، مات 18 متظاهرا آخر. في إحدى الاحتجاجات، في الأول من فبراير، بلغ عدد الحضور حوالي مليون شخص. كانت مدينة سيوة النائية هادئة نسبيًا، ولكن ورد أن شيوخًا محليين مسيطرين وضعوا المجتمع تحت الإغلاق بعد حرق بلدة مجاورة.

### السويس
شهدت السويس احتجاجات عنيفة. وأشارت تقارير شهود عيان إلى أن عدد القتلى كان مرتفعا، على الرغم من صعوبة التأكيد بسبب حظر التغطية الإعلامية في المنطقة. أطلق بعض نشطاء الإنترنت على السويس مصر اسم سيدي بوزيد (المدينة التونسية التي بدأت فيها الاحتجاجات). في 3 فبراير، خرج 4000 متظاهر إلى الشوارع للمطالبة باستقالة مبارك. وقع إضراب عمالي في 8 فبراير، ونُظمت احتجاجات كبيرة في 11 فبراير. أفادت وكالة أنباء الشرق الأوسط وشمال إفريقيا عن مقتل اثنين من المتظاهرين وضابط شرطة في 26 يناير / كانون الثاني.

### مدن أخرى

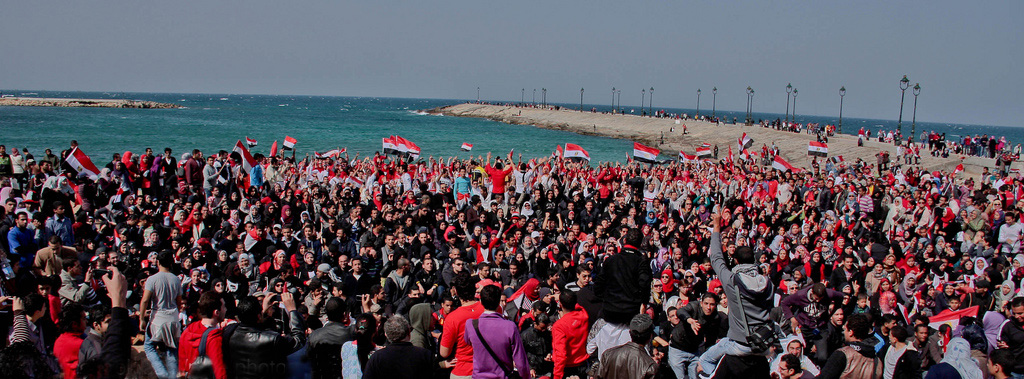
متظاهرين في الإسكندرية بتاريخ 15 فبراير 2011.

كانت هناك احتجاجات في الأقصر. في 11 فبراير / شباط فتحت الشرطة النار على المتظاهرين في ديروط، وخرج عشرات الآلاف من المتظاهرين إلى شوارع شبين الكوم، وتظاهر الآلاف في العريش بشبه جزيرة سيناء، احتجاجات كبيرة في الجنوب. مدن سوهاج والمنيا وحوالي 100.000 شخص احتجوا في وحول مقرات الحكومة المحلية في الإسماعيلية. تجمع أكثر من 100000 متظاهر في 27 يناير أمام مجلس مدينة الزقازيق. خاضت شبه جزيرة سيناء معارك مع قوات الأمن لعدة أسابيع. نتيجة لتراجع الوجود العسكري على الحدود، قامت المجموعات البدوية بحماية الحدود وتعهدت بدعم الثورة. ومع ذلك، على الرغم من تصاعد التوتر بين السياح، لم تحدث أي احتجاجات أو اضطرابات مدنية في شرم الشيخ.

## أسباب الثورة

### الأسباب غير المباشرة

#### قانون الطوارئ

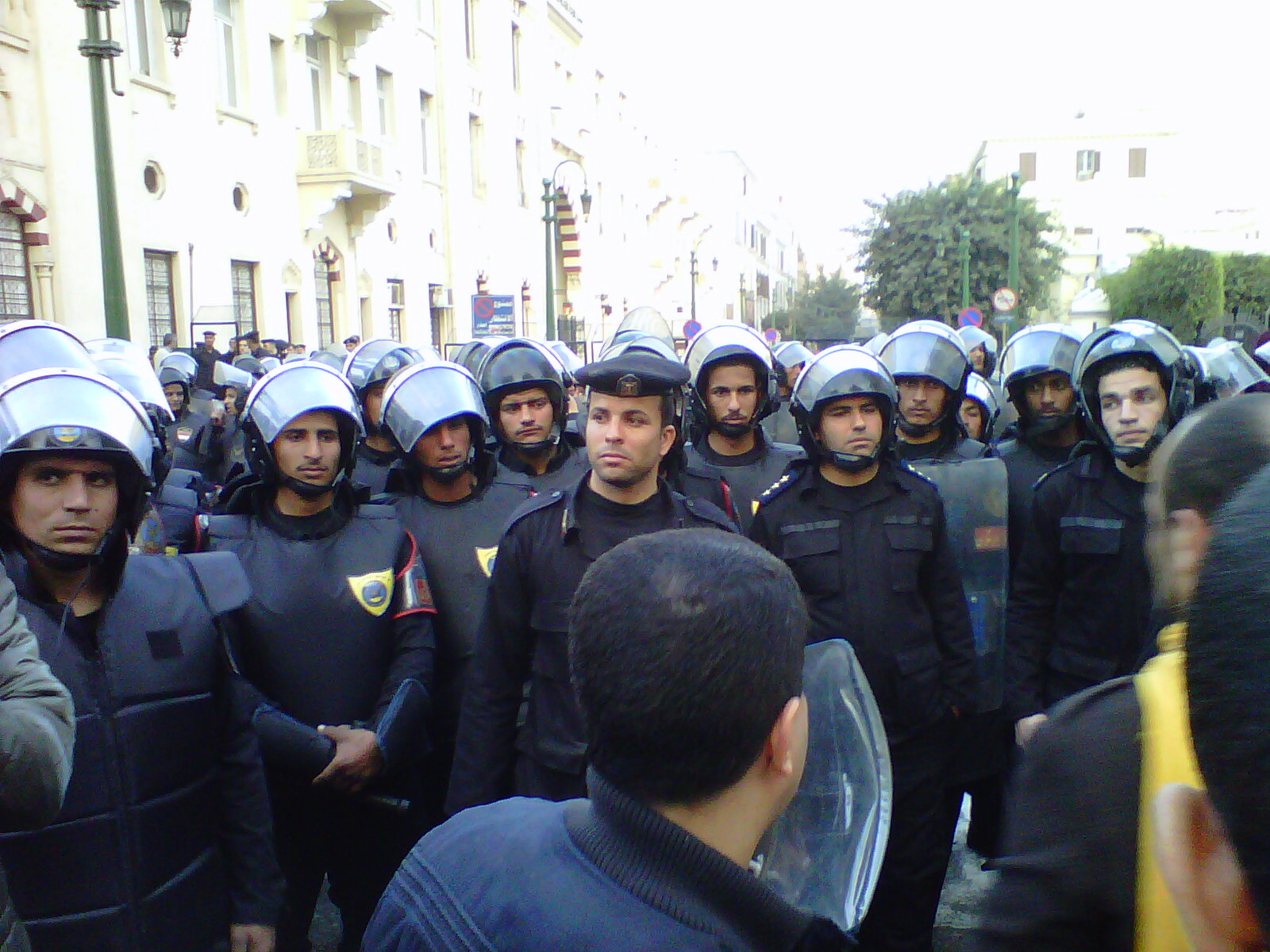
انتشار شرطة مكافحة الشغب شبه العسكرية من الأمن المركزي خلال ثورة 25 يناير

نظام الحكم في مصر هو جمهوري نصف رئاسي تحت قانون الطوارئ (قانون رقم 162 لعام 1958) المعمول به منذ سنة 1967، باستثناء فترة انقطاع لمدة 18 شهرا في أوائل الثمانينات. بموجب هذا القانون توسعت سلطة الشرطة وعلقت الحقوق الدستورية وفرضت الرقابة. وقيد القانون بشدة أي نشاط سياسي غير حكومي مثل: تنظيم المظاهرات، والتنظيمات السياسية غير المرخص بها، وحظر رسميا أي تبرعات مالية غير مسجلة. وبموجب هذا القانون فقد احتجز حوالي 17,000 شخص، ووصل عدد السجناء السياسيين كأعلى تقدير بـ 30.000. وبموجب قانون الطوارئ فإن للحكومة الحق أن تحجز أي شخص لفترة غير محددة لسبب أو بدون سبب واضح، أيضًا بمقتضى هذا القانون لا يمكن للشخص الدفاع عن نفسه وتستطيع الحكومة أن تبقيه في السجن دون محاكمة. وتعمل الحكومة على بقاء قانون الطوارئ بحجة الأمن القومي وتستمر الحكومة في ادعائها بأنه بدون قانون الطوارئ فإن جماعات المعارضة كالإخوان المسلمين يمكن أن يصلوا إلى السلطة في مصر. لذلك فهي لا تتخلى عن الانتخابات البرلمانية ومصادرة ممتلكات ممولي جماعة الإخوان الرئيسين واعتقال رموزهم وتلك الإجراءات تكاد تكون مستحيلة بدون قانون الطوارئ ومنع استقلالية النظام القضائي. مؤيدوا الديمقراطية في مصر يقولون إن هذا يتعارض مع مبادئ وأسس الديمقراطية، والتي تشمل حق المواطنين في محاكمة عادلة وحقهم في التصويت لصالح أي مرشح و/أو الطرف الذي يرونه مناسبا لخدمة بلدهم.

#### قسوة الشرطة

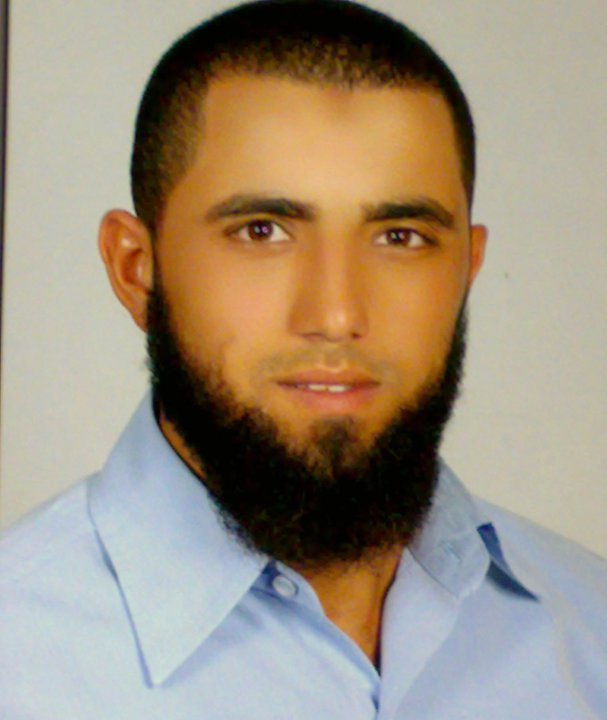
سيد بلال الشاب المنتمي للدعوة السلفية الذي توفي نتيجة التعذيب من جهاز أمن الدولة بسبب لحيته.

يعتبر أحد أهم الأسباب الرئيسية غير المباشرة في هذه الثورة، حيث أنه في ظل قانون الطوارئ عانى المواطن المصري الكثير من الظلم والانتهاك لحقوقه الإنسانية والتي تتمثل في طريقة القبض والحبس والقتل وغيره، ومن هذه الأحداث حدث مقتل الشاب خالد محمد سعيد الذي توفي على يد الشرطة في منطقة سيدي جابر في الإسكندرية يوم 6 يونيو 2010 الذين قاما بضربه حتى الموت أمام العديد من شهود العيان. وفي يوم 25 يونيو قاد محمد البرادعي المدير السابق للوكالة الدولية للطاقة الذرية تجمعا حاشدا في الإسكندرية منددا بانتهاكات الشرطة ثم زار عائلة خالد سعيد لتقديم التعازي.
ثم تُوفي شاب في الثلاثين وهو سيد بلال أثناء احتجازه في مباحث أمن الدولة في الإسكندرية، وترددت أنباء عن تعذيبه بشدة، وانتشر على نطاق واسع فيديو يُظهر آثار التعذيب في رأسه وبطنه ويديه.
وذكر بأن العديد من أفراد الشرطة ضبطوا وهم يستخدمون العنف. وقد نقل عن أحد رجال الشرطة قوله لأحد المتظاهرين بأن بقي له ثلاثة أشهر فقط من الخدمة ثم وبعد ذلك «سأكون على الجانب الآخر من الحاجز».

#### رئاسة حسني مبارك

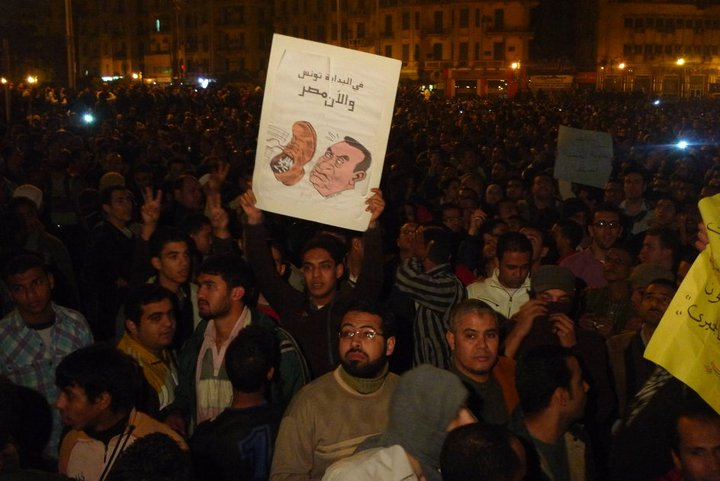
رسم كرتوني لكارلوس لطوف في ميدان التحرير 25 يناير 2011.

حكم حسني مبارك مصر منذ سنة 1981 م. وقد تعرضت حكومته لانتقادات في وسائل الإعلام ومنظمات غير حكومية محلية. «نال بدعمه لإسرائيل دعماً من الغرب، وبالتالي استمرار المساعدات السنوية الضخمة من الولايات المتحدة». واشتهرت حكومته بحملاتها على المتشددين الإسلاميين، ونتيجة لذلك فقد صمتت الولايات المتحدة في ردودها الأولية لانتهاكات حسني مبارك. فقد كان من النادر أن تذكر الصحافة الأمريكية في عناوين أخبارها الرئيسية ما يجري من حالات الاحتجاج الاجتماعي والسياسي في مصر.
وقد كان لحكم مبارك الأثر الكبير على التدهور الاقتصادي والاجتماعي على المصريين، هذا بالإضافة إلى التراجع الملحوظ في مستوى التعليم والصحة وارتفاع معدلات البطالة وانتشار الجرائم في البلاد.

#### الفساد وسوء الأوضاع الاقتصادية والاجتماعية والسياسية

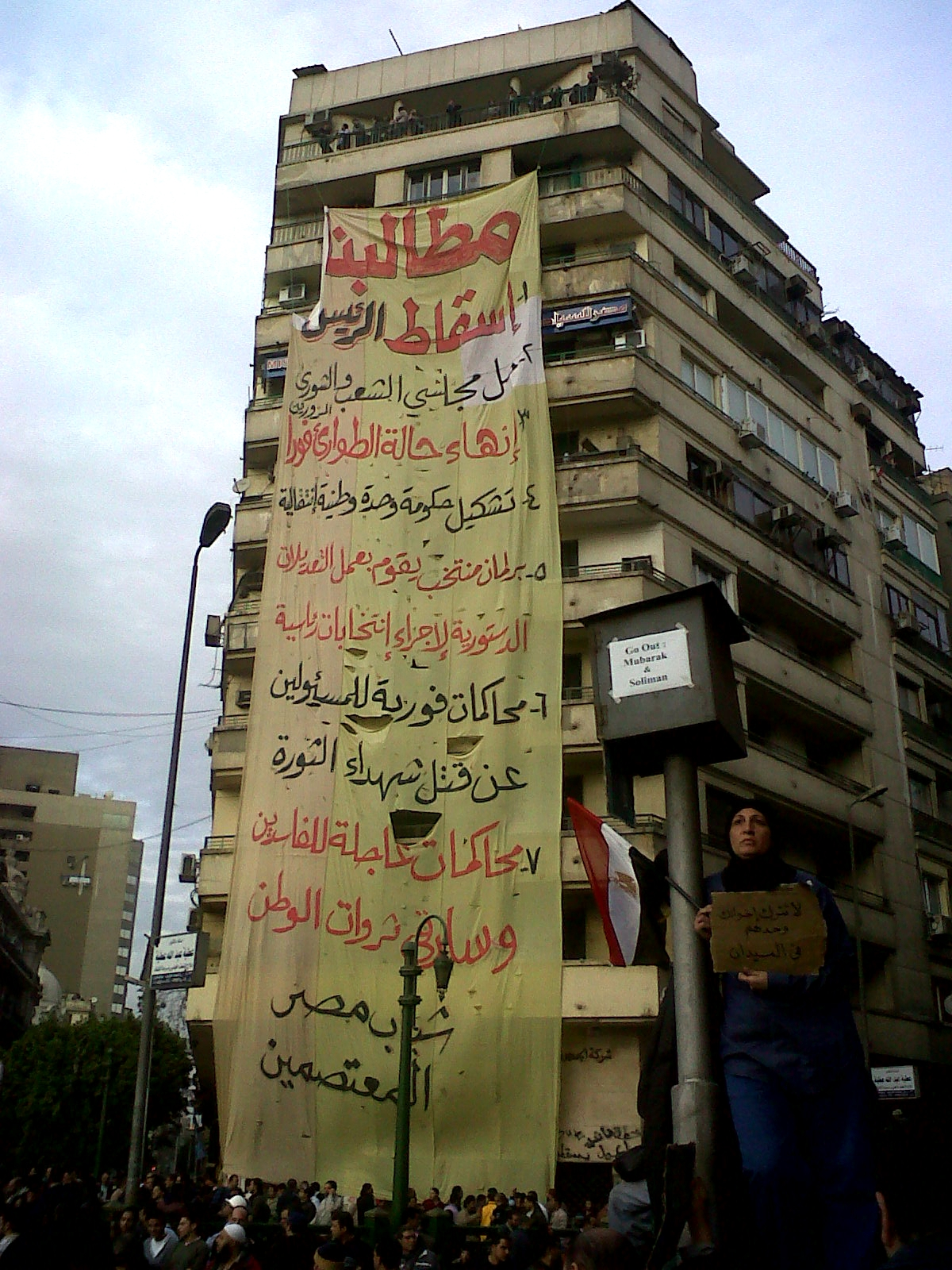
لافتة تحتوى على مطالب المحتجين

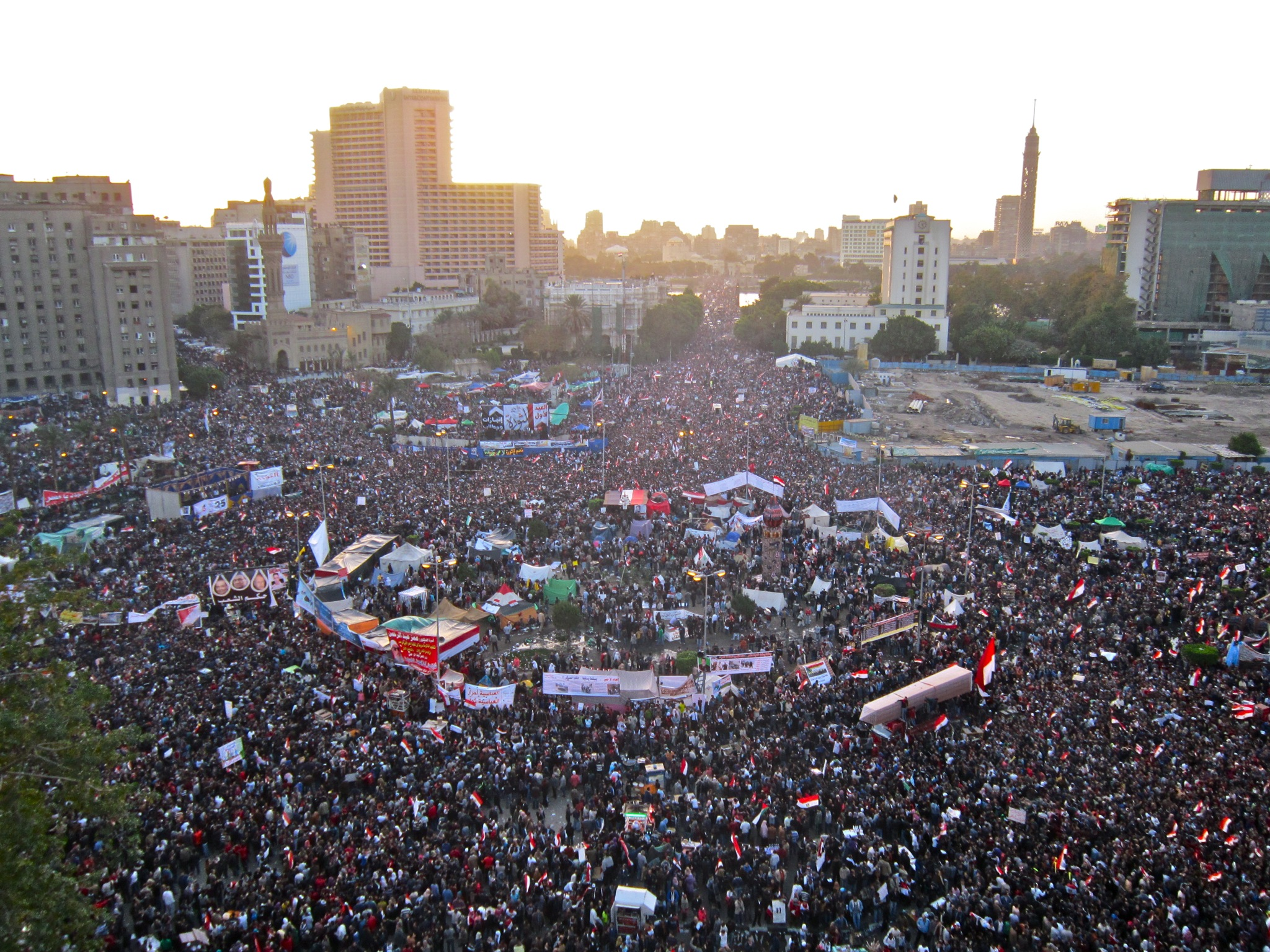
إحياء الذكري الأولي للثورة في 25 يناير 2012.

خلال حكمه إزداد الفساد السياسي في إدارة مبارك لوزارة الداخلية بشكل كبير، بسبب ازدياد النفوذ على النظام المؤسسي الذي هو ضروري لتأمين الرئاسة لفترة طويلة. وقد أدى هذا الفساد إلى سجن شخصيات سياسية وناشطين شباب بدون محاكمة، ووجود مراكز احتجاز خفية غير موثقة وغير قانونية، وكذلك رفض الجامعات والمساجد والصحف الموظفين على أساس الميول السياسية. وعلى مستوى الشخصي، كان بإمكان أي فرد أو ضابط أن ينتهك خصوصية أي مواطن في منطقته باعتقاله دون شرط بسبب قانون الطوارئ.
منظمة الشفافية الدولية هي منظمة دولية لرصد جميع أنواع الفساد بما في ذلك الفساد السياسي. في تقرير لها في مؤشر الفساد سنة 2010 قيّمت مصر بـ3,1 استنادا إلى تصورات درجة الفساد من رجال أعمال ومحللي الدولة، حيث أن 10 تعني نظيفة جدا و0 تعني شديدة الفساد. تحتل مصر المرتبة 98 من أصل 178 بلد مدرج في التقرير.
بحلول أواخر 2010 حوالى 40% من سكان مصر يعيشون تحت خط الفقر أي يعتمدون على دخل قومي يعادل حوالى 2 دولار في اليوم لكل فرد ويعتمد جزء كبير من السكان على السلع المدعومة.

#### زيادة عدد السكان وزيادة معدلات الفقر

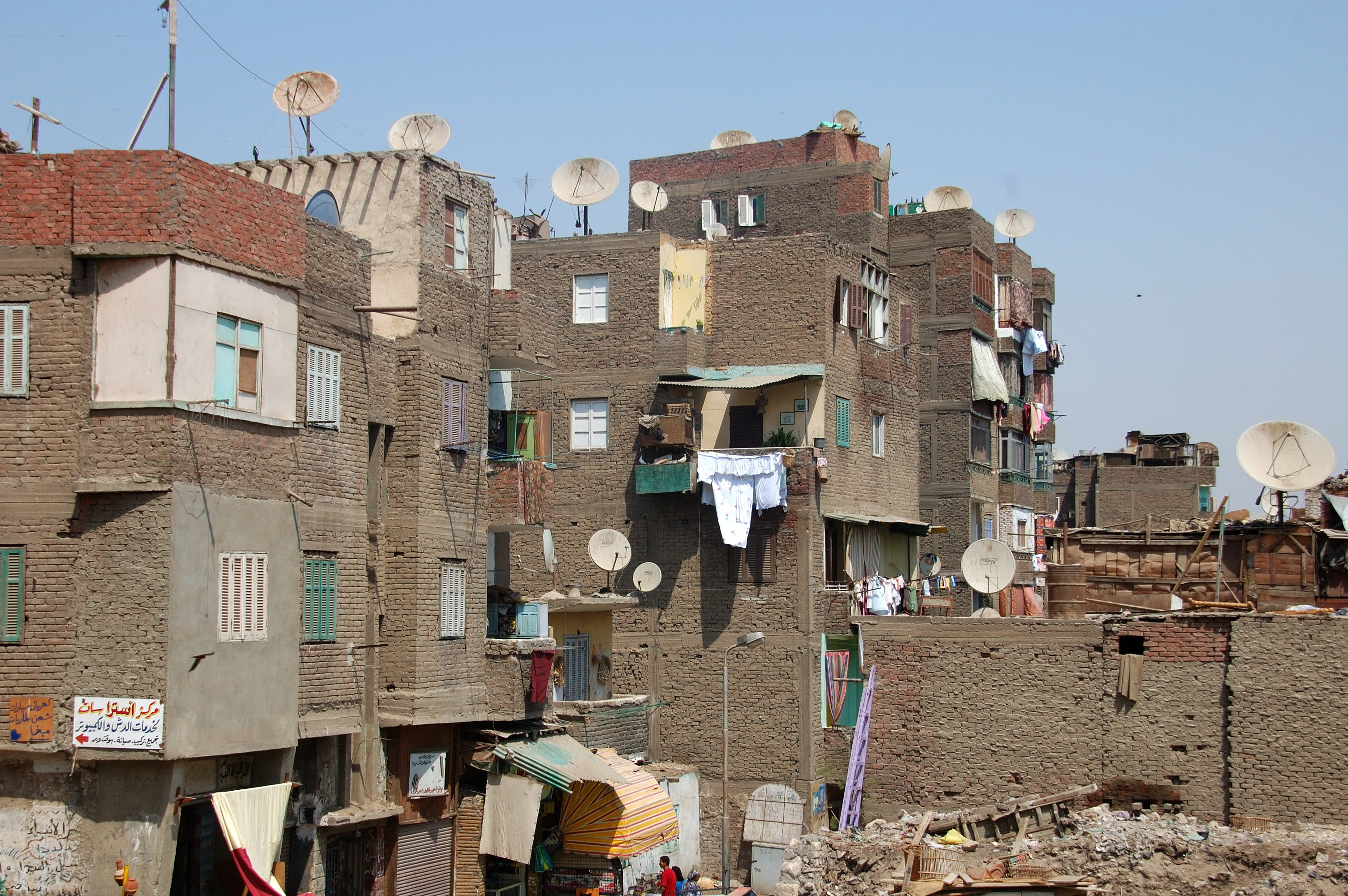
أحد عشوائيات القاهرة.

مصر هي ثاني أكبر دولة في أفريقيا بعدد السكان بعد نيجيريا، وهي أكبر دولة في منطقة الشرق الأوسط. وحسب تقديرات سنة 2007 وصل عدد سكان مصر لحوالي 78.733.641 نسمة (وتقول تقديرات أخرى أن العدد وصل 81.713.517 في يولية 2008). حيث أن هناك إحصائية عن زيادة عدد سكان تقول أن مصر تزداد طفلا كل «23 ثانية» أي تزداد مصر حوالي 1,5 مليون نسمة في السنة الواحدة مما يشكل ضغطاً على الموارد إذا لم توجد حكومة واعية تستخدم هذه الثروة السكانية. بينما كان عدد سكان مصر عام 1966 30.083.419 نسمة، ومعظم المصريين يعيشون بالقرب من ضفاف نهر النيل، في مساحة حوالي 40.000 كيلومتر مربع (15.000 ميل مربع)، لأن هذه الأرض تعتبر هي الوحيدة القابلة للزراعة في مصر.
وصحب زيادةَ عدد السكان تدهورٌ اقتصادي نتيجة فشل سياسات الدولة في الاستفادة من ازدياد الأيدي العاملة، وأدى ظهور جيل جديد من الشباب كثير منهم من حملة الشهادات الجامعية لا يجدون وظائف مجزية إلى تكثير سواد المعارضة، حيث كان الشباب العمود الفقري للثورة، فضلا عن معرفتهم الوثيقة عموما بوسائل الاتصال الحديثة واستخدامهم الفعال لها في تنظيم الثورة وإبقائها حية خلال قطع نظام حسني مبارك للاتصالات في البلاد من بدايات الثورة ولعب هذا العامل دورا كبيرا في اندلاع الثورة خاصة مع زيادة نسبة الفقر في المجتمع المصري حيث ارتفعت إلى 80% من الشعب منهم أكثر من 40% معدومين أي تحت خط الفقر وعلى هذا انقسم المجتمع المصري إلى طبقتين ليس بينهما وسط، إحداهما أقلية «تملك كل شيء» وهي تمثل 20% فقط من الشعب وطبقة ثانيه أغلبية «لا تملك أي شيء» وهي تمثل 80% من الشعب وهذا هو النظام الأوليجاركي الذي تسيطر فيه قلةٌ على الثروة مستولين على حق الشعب الكادح ويطلق عليه أيضاً «الرأسمالية الاحتكارية» التي يحاول فيها رجال الأعمال والمستثمرون السيطرة والاحتكار على هيئات ونظم الدولة، محاولين إدارة دفة الحكم لمصلحتهم، وبذلك يسيطرون على كل هيئات وسلطات الدولة، تشريعية كانت أو تنفيذية بل وحتى قضائية.

### الأسباب المباشرة

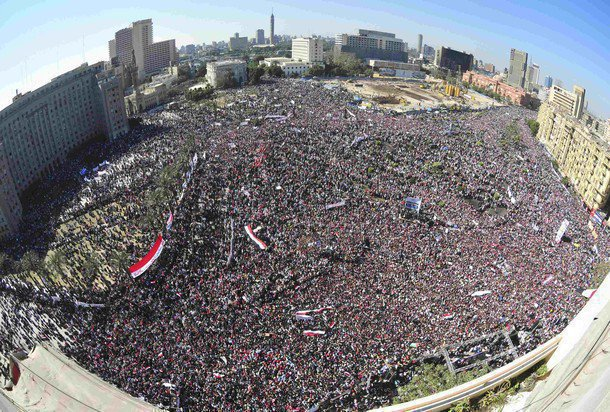
صورة من مظاهرات ميدان التحرير بتاريخ 23 فبراير 2011.

#### انتخابات مجلس الشعب
أجريت انتخابات مجلس الشعب قبل شهرين من اندلاع الاحتجاجات وحصل الحزب الوطني الحاكم على 97% من مقاعد المجلس، أي أن المجلس خلا من أي معارضة تذكر؛ مما أصاب المواطنين بالإحباط. ووُصفت تلك الانتخابات بالمزورة نظرًا لأنها تناقض الواقع في الشارع المصري. بالإضافة إلى انتهاك حقوق القضاء المصري في الإشراف على الانتخابات فقد أطاح النظام بأحكام القضاء في عدم شرعية بعض الدوائر الانتخابية. قامت بعض القوى المدنية وعلى رأسهم البرادعي بالدعوة إلى مقاطعة تلك الانتخابات، وأصرت جماعة الإخوان المسلمين وحزب الوفد على المضي قدما فيها ليتم إحراج الحزب الوطني وإظهار ما سوف يقوم به من تزوير، إلا أنه بعد انتهاء المرحلة الأولى من الانتخابات وما ظهر بها من تزوير، قد قرر حزب الوفد الانسحاب من المراحل المتبقية من الانتخابات
وإضافة إلى ذلك كان الحزب الوطني الحاكم يحشد أعداد هائلة من البلطجية أمام لجان الانتخابات يقومون بالتعدي على أي شخص يُعتقد أنه سيدلي بصوته لأي مرشح لا ينتمي إلى الحزب الوطني الديمقراطي، وذلك بمساعدة قوات الأمن.

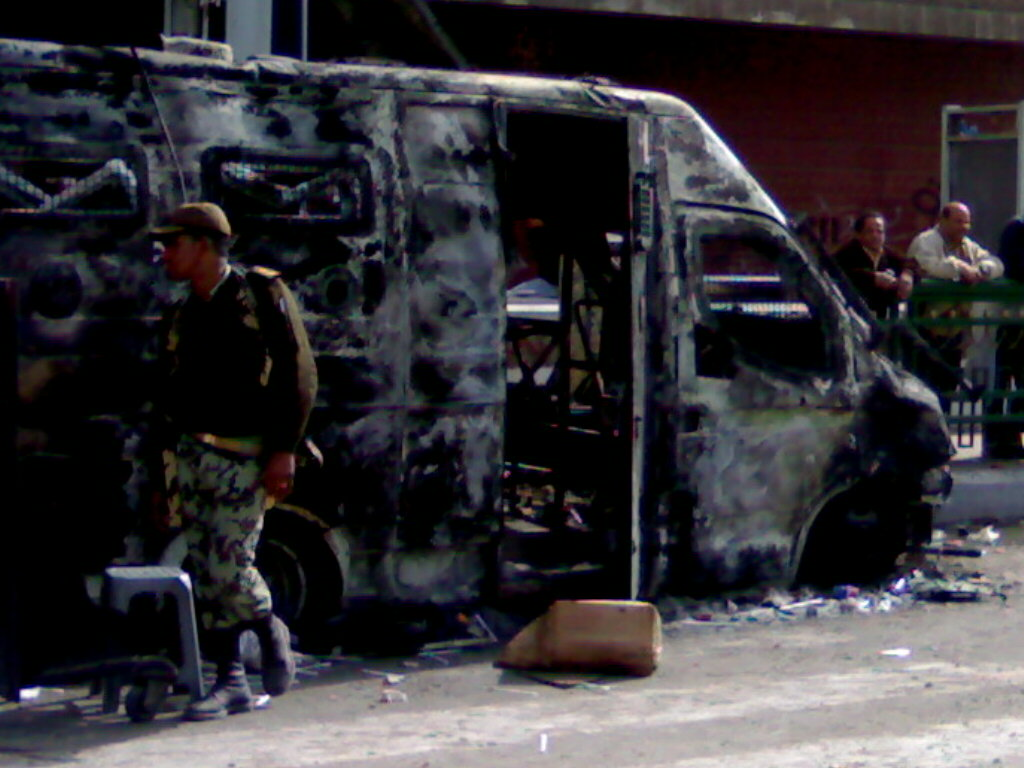
سيارات شرطة تم احراقها من المتظاهرين أثناء ثورة 25 يناير.

#### مقتل الشاب خالد محمد سعيد
كان المواطن المصري خالد محمد سعيد قد قتل في الإسكندرية في 6 يونيو عام 2010 بعد أن جرى تعذيبه حتى الموت على أيدي اثنين من مخبري قسم شرطة سيدي جابر، ولم يتم البت في قضيته بعد أو إثبات الاتهام بالقتل عليهما حيث جاء تقرير الصفة التشريحية الثاني موافقًا للأول بعدما أمر النائب العام المصري إعادة تشريح الجثة، مما أثار احتجاجات واسعة دون أن يصدر الحكم في القضية التي أثارت جدلاً كبيرًا وشكلت دورًا تمهيديًا هامًا لاندلاع الثورة.

#### تفجير كنيسة القديسين في الإسكندرية
تفجير كنيسة القديسين هي عملية إرهابية حدثت في مدينة الإسكندرية وسط الاحتفالات بعيد الميلاد للكنائس الشرقية. بعد حلول السنة الجديدة بعشرين دقيقة حدث انفجار أمام كنيسة القديسين في منطقة سيدى بشر. أوقعت العملية 24 قتيلًا (بينهم مسلمون) كما أصيب 97 شخصًا. وتعتبر أول عملية إرهابية بهذا المشهد المروع تحدث في تاريخ مصر. قبل العملية بفترة قام تنظيم القاعدة باستهداف كنيسة في بغداد وهدد الكنائس في مصر. وقبل التفجير بأسبوعين نشر على موقع متطرف دعوة لتفجير الكنائس في مصر وعناوين أكثر من كنيسة منهم كنيسة القديسين والطرق والأساليب التي يمكن بها صناعة المتفجرات. هذه العملية أحدثت صدمة في مصر وفي العالم كله. واحتج كثير من المسيحين في الشوارع، وانضم بعض المسلمين للاحتجاجات. وبعد الاشتباك بين الشرطة والمحتجين في الإسكندرية والقاهرة، وهتفوا بشعارات ضد حكم مبارك في مصر.
واكتُشف أن وزارة الداخلية المصرية (القضية قيد التحقيقات) هي وراء هذه التفجيرات بمساعدة جماعات ارهابية وأن هناك سلاح سري في الوزارة أسسه اثنين وعشرون ضابط تحت إشراف وزير الداخلية حبيب العادلي وأُحيل إلى المحاكمة بعد اعتراف منفذي العملية عند طلبهم اللجوء السياسي بالسفارة البريطانية بالقاهرة. ومن المعتقد أن يكون العادلي هو المسئول عن هذا الحادث.

#### مقتل سيد بلال

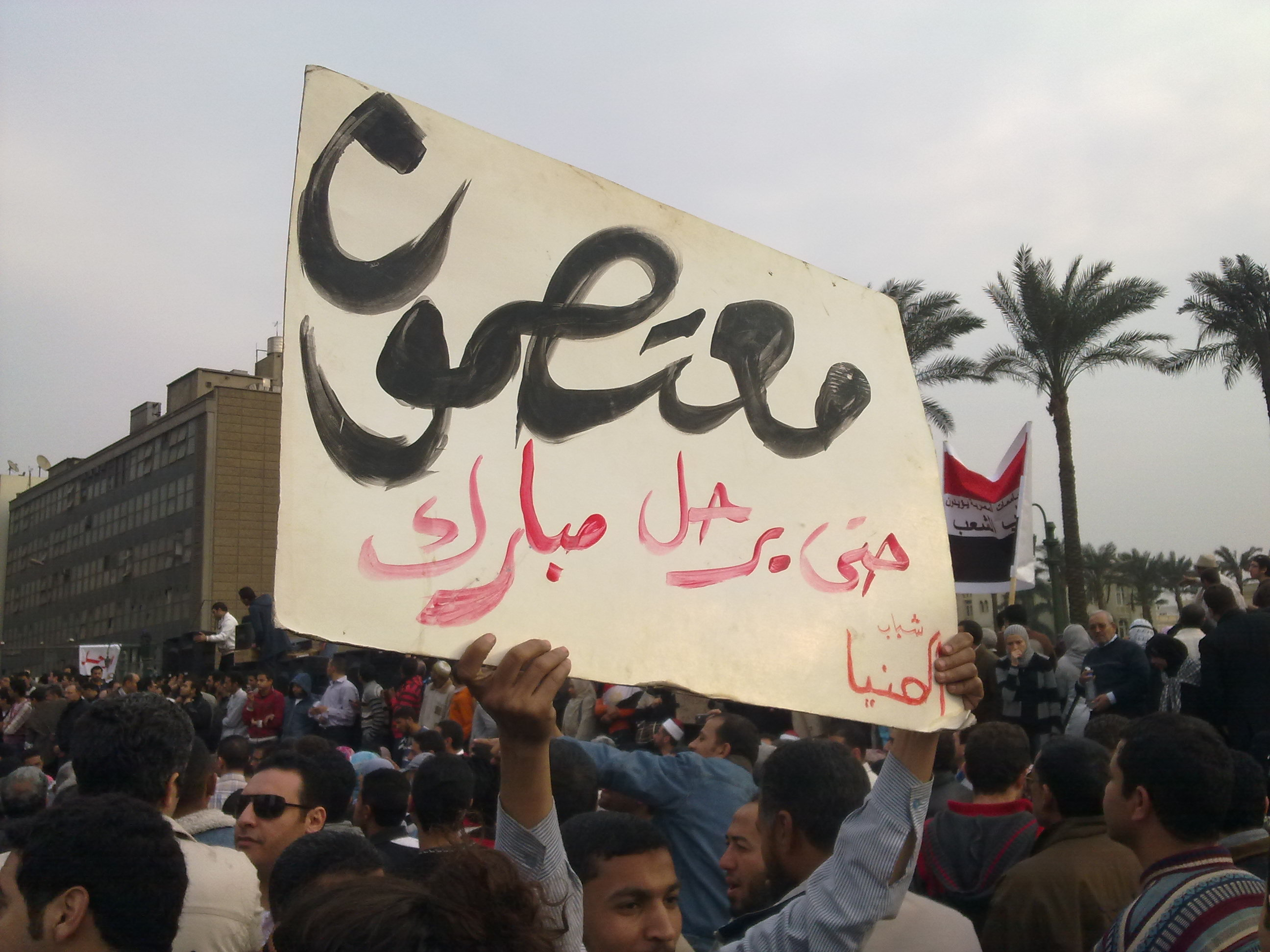
لافتة مكتوب عليها "معتصمون حتي يرحل مبارك"

سيد بلال (1981 - 6 يناير 2011) مواطن مصري يقطن في الإسكندرية اعتقله رجال جهاز أمن الدولة هو ومعه الكثير من السلفين للتحقيق معهم في تفجير كنيسة القديسين وقاموا بتعذيبه حتى الموت. وكانت الشرطة المصرية قد اقتادت سيد بلال من مسكنه فجر الأربعاء 5 يناير 2011 وأخضعته للتعذيب ثم أعادته إلى أهله في اليوم التالي جثة هامدة.
ويبلغ سيد بلال من العمر 30 عامًا وحاصل على دبلوم صناعي. عمل في شركة بتروجيت حتى عام 2006 حين اعتقل وأودع سجن ليمان أبو زعبل. ثم عمل براد لحام. وهو أب لطفل عمره سنة وشهران.
وكان السلفيون واخرون من قوى المعارضة قد تظاهروا يوم الجمعة 21 يناير ضد مقتل سيد بلال واقتصرت على المساجد بعد صلاة الجمعة على أن يكونوا مع أشقائهم من الشباب المصري يوم 25 يناير ليطالبوا باستقالة وزير الداخلية حبيب العادلي ومحاسبة قتله سيد بلال وإلغاء قانون الطوارئ.

#### قيام الثورة الشعبية التونسية

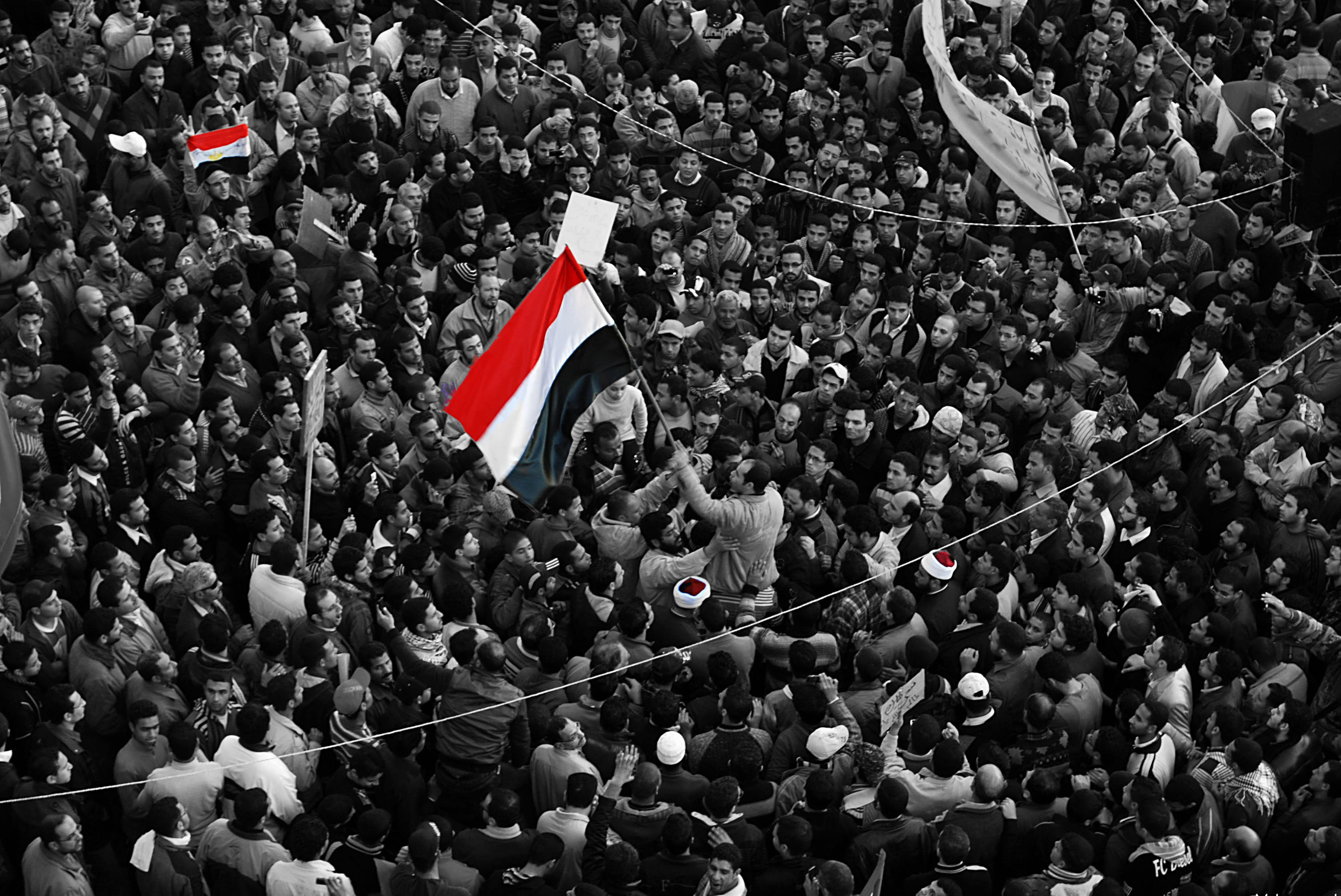
متظاهرين في 25 يناير

اندلعت الثورة الشعبية في تونس في 18 ديسمبر عام 2010 (أي قبل 38 يومًا من اندلاع ثورة الغضب المصرية) احتجاجًا على الأوضاع الاجتماعية والاقتصادية والسياسية السيئة وتضامنًا مع محمد البوعزيزي الذي أضرم النار في نفسه، واستطاعت هذه الثورة في أقل من شهر الإطاحة بالرئيس التونسي زين العابدين بن علي (الذي حكم البلاد لمدة 23 سنة بقبضةٍ حديدية). هذا النجاح الذي حققته الثورة الشعبية التونسية أظهر أن قوة الشعب العربي تكمن في تظاهره وخروجه إلى الشارع، وأن الجيش هو قوة مساندة للشعب وليس أداة لدى النظام لقمع الشعب. كما أضاءت تلك الثورة الأمل لدى الشعب العربي بقدرته على تغيير الأنظمة الجاثمة عليه وتحقيق تطلعاته.

#### ظاهرة البوعزيزية في مصر

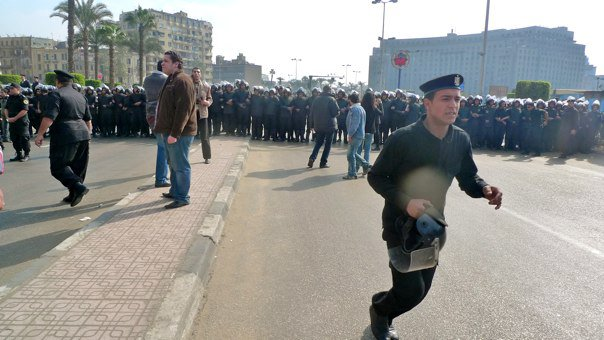
قوات الأمن المركزي في 25 يناير.

قبل أسبوع من بداية الأحداث؛ قام أربعة مواطنين مصريين يوم الثلاثاء 18 يناير عام 2011 بإشعال النار في أنفسهم بشكل منفصل احتجاجًا على الأوضاع المعيشية والاقتصادية والسياسية السيئة وهم:
- محمد فاروق حسن (من القاهرة).
- سيد علي (من القاهرة).
- أحمد هاشم السيد (من الإسكندرية) - توفي في نفس اليوم متأثرًا بالحروق التي أصيب بها.
- محمد عاشور سرور (من القاهرة).

كما يوجد فرد آخر قام بتخييط فمه واعتصم امام نقابة الصحفيين مطالبا بإسقاط وزير الصحة السابق حاتم الجبلي
وذلك احتذاءً بالمواطن التونسي محمد البوعزيزي الذي أشعل الانتفاضة التونسية بإحراق نفسه.
وقد أطلق بعض علماء الاجتماع والكتاب الصحفيون اسم «ظاهرة البوعزيزية» على الحوادث المتكررة في الوطن العربي والتي يحرق فيها المحتجون أنفسهم تقليدًا لمحمد البوعزيزي احتجاجًا على البطالة والأوضاع الاقتصادية والاجتماعية والسياسية السيئة، وقد شملت هذه الظاهرة عدة دول عربية.
على الرغم من أن ظاهرة البوعزيزية ظاهرة غريبة اجتماعياً ودينياً في الشرق الأوسط، إلا أنها هي التي أدت إلى إطلاق شرارة الثورات العربية وإسقاط أنظمة يصفها معارضيها بالديكتاتورية في عدة دول عربية.[وفقًا لِمَن؟]

#### المواقع الاجتماعية على شبكة الإنترنت
لعبت تكنولوجيا الاتصالات دورا هاما في الدعوة للثورة المصرية وبخاصة الشبكة العنكبوتية ويأتي دورها من خلال الموقع الاجتماعي فيس بوك الذي استغله النشطاء السياسيون في مصر للتواصل مع بعضهم البعض وطرح ونشر افكارهم ومن ثم جاءت الدعوة إلى مظاهرة قوية في يوم 25 يناير الذي يوافق عيد الشرطة سابقا وكان لتحديد هذا اليوم تحديدا بالغ الأهمية في المعنى والرسالة فقد كانت الرسالة موجهه خصيصا لوزارة الداخلية والأسلوب القمعي الذي تتبعه.
قام المواطن المصري وائل غنيم والناشط عبد الرحمن منصور بإنشاء صفحة بعنوان «كلنا خالد سعيد» في الموقع الاجتماعي فيسبوك على شبكة الإنترنت، وكان خالد سعيد قد قـُتل في الإسكندرية في 6 يونيو عام 2010 بعد أن عُذّب حتى الموت على أيدي اثنين من مخبري قسم شرطة سيدي جابر، مما أثار احتجاجات واسعة مثلت بدورها تمهيدًا هامًا لاندلاع الثورة. كما دعا وائل غنيم وعبد الرحمن منصور من خلال الصفحة على موقع الفيسبوك إلى مظاهرات يوم الغضب في 25 يناير عام 2011 م. وكان له دور كبير في التنسيق مع الشباب لتفجير الثورة في 25 يناير 2011 م.
بحلول شباط/فبراير 2011؛ تمّت مشاهدة مقطع فيديو يوتيوب لدعوة الناشطة أسماء محفوظ للمصريين للاحتجاج في ميدان التحرير في القاهرة والذي تكلّف إياد البغدادي بترجمتهِ للغة الإنجليزية أكثر من مليون مرة.
فالثورة عندما بدأت يوم 25 يناير كانت مكونة من الشباب الذين شاهدوا صفحة «كلنا خالد سعيد» على موقع الفيسبوك أو شباب الفيس بوك كما قال وائل غنيم في حديثه مع منى الشاذلي في برنامج العاشرة مساءً، ومن ثم تحولت إلى ثورة شارك فيها جميع الشباب، ثم تحولت إلى ثورة شارك فيها جميع طوائف الشعب المصري.

## شعار الثورة
«عيش، حرية، عدالة اجتماعية»
هي جملة أساسية وشعار رئيسي ردده المتظاهرون الذين خرجوا إلى ميدان التحرير وانتشروا في ميادين وشوارع أخرى بجمهورية مصر العربية في ثورة شعبية بدأت يوم 25 يناير 2011 قاصدين من ذلك تحقيق مطالب مرتبطة بهذا الشعار.
ولاقى هذا الشعار رواجاً لدرجة استخدامه في الحملات الانتخابية لمرشحي المجالس النيابية والرئاسة والأحزاب السياسية في مصر.

## أحداث الثورة

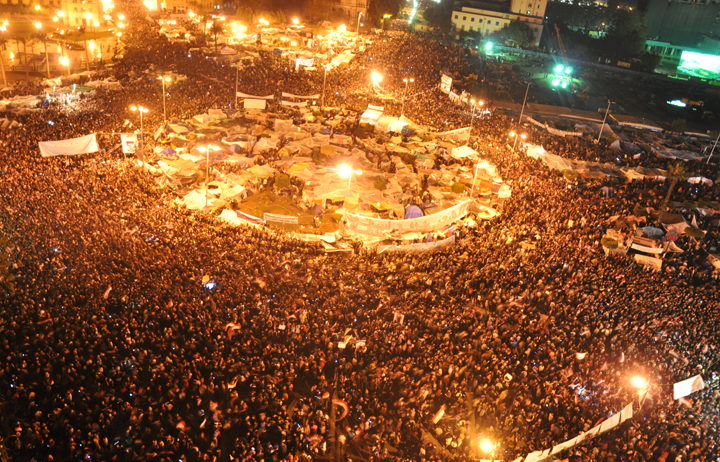
ملايين المتظاهرين في ميدان التحرير

## الخسائر البشرية

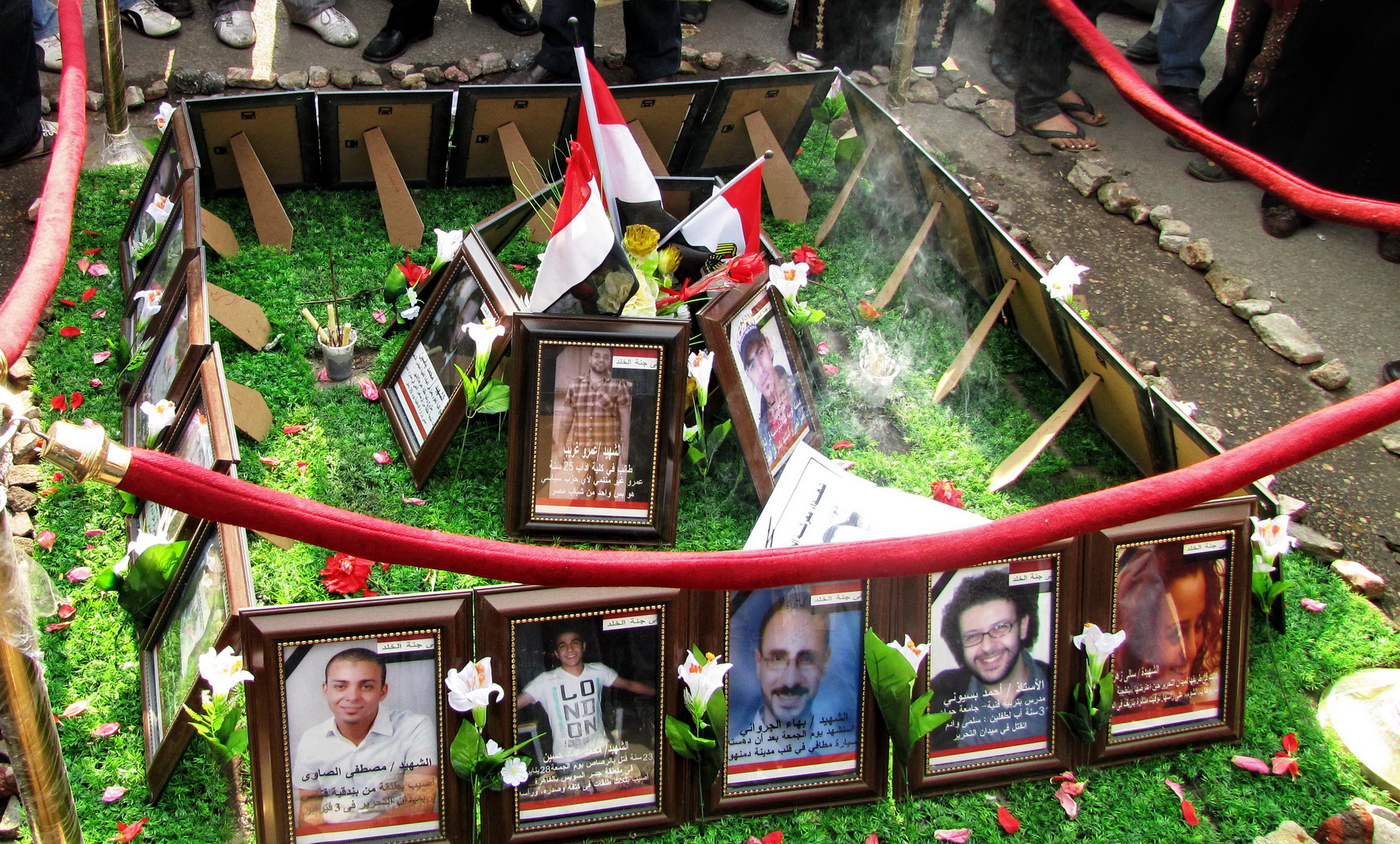
تذكار أقامه المتظاهرون لتكريم ضحايا الثورة المصرية، في ميدان التحرير، القاهرة. معظمهم قتلوا من قبل قوات الأمن.

سقط العديد من الشباب خلال هذه الثورة بعضهم على يد قوات الشرطة والبعض الآخر على يد بعض المأجورين التابعين للحزب الوطني الحاكم. وقد صرح وزير الصحة في وزارة تصريف الأعمال أن عدد الذين ماتوا جراء الثورة حوالي 365 حتى فبراير 2011، بينما رجحت مصادر أهلية أن العدد يتجاوز الـ 500 خاصة أنه يوجد بعض الموتى لم يتم التعرف عليهم كما يوجد عدد غير قليل من المفقودين.
وأخيراً في الرابع من أبريل من العام نفسه صرح مصدر مسئول بوزارة الصحة أن أعداد الوفيات في جميع المستشفيات ومديريات الصحة التابعة لوزارة الصحة في الأحداث وصلت إلى 384 شخصًا، ووصلت أعداد المصابين إلى 6467 شخصًا، لافتًا إلى أن مكاتب الصحة أرسلت بيانًا آخر يفيد بأن عدد المتوفين أثناء الأحداث في جميع مستشفيات مصر بلغ 840 شخصًا.[بحاجة لمصدر]

### أعداد القتلى حسب المناطق
| مواقع                      | عدد الضحايا بتاريخ 11 من فبراير | المرجع                                                       |
| -------------------------- | ------------------------------- | ------------------------------------------------------------ |
| الإسكندرية                 | 52                              | [ 65 ] [ 66 ] [ 67 ] [ 67 ] [ 68 ] [ 69 ]                    |
| السويس                     | 18                              | [ 3 ] [ 66 ] [ 68 ] [ 69 ]                                   |
| أسيوط                      | 3                               | [ 66 ]                                                       |
| العريش                     | 1                               | [ 70 ]                                                       |
| بني سويف                   | 17                              | [ 71 ]                                                       |
| الأقصر                     | 1                               | [ 72 ]                                                       |
| أطفيح                      | 1                               | [ 72 ]                                                       |
| القاهرة                    | 232                             | [ 3 ] [ 3 ] [ 66 ] [ 68 ] [ 69 ] [ 72 ] [ 73 ] [ 74 ] [ 75 ] |
| الخارجة                    | 1                               | [ 72 ]                                                       |
| الشيخ زويد                 | 1                               | [ 76 ]                                                       |
| أبو سمبل                   | 1                               | [ 72 ]                                                       |
| رفح                        | 3                               | [ 67 ]                                                       |
| المنصورة                   | 2                               | [ 77 ]                                                       |
| حالات الوفاة في أماكن أخرى | 45                              | [ 3 ] [ 3 ] [ 74 ] [ 76 ] [ 78 ]                             |
| المجموع                    | 384                             | [ 3 ] [ 74 ] [ 79 ] [ 80 ] [ 81 ] [ 82 ]                     |

أعلن تقرير هيئة تقصي الحقائق عن ثورة 25 يناير بأن عدد الضحايا الحقيقي يصل إلى 846 ضحية في كافة محافظات الجمهورية.

## تنحّي حسني مبارك عن رئاسة الجمهورية

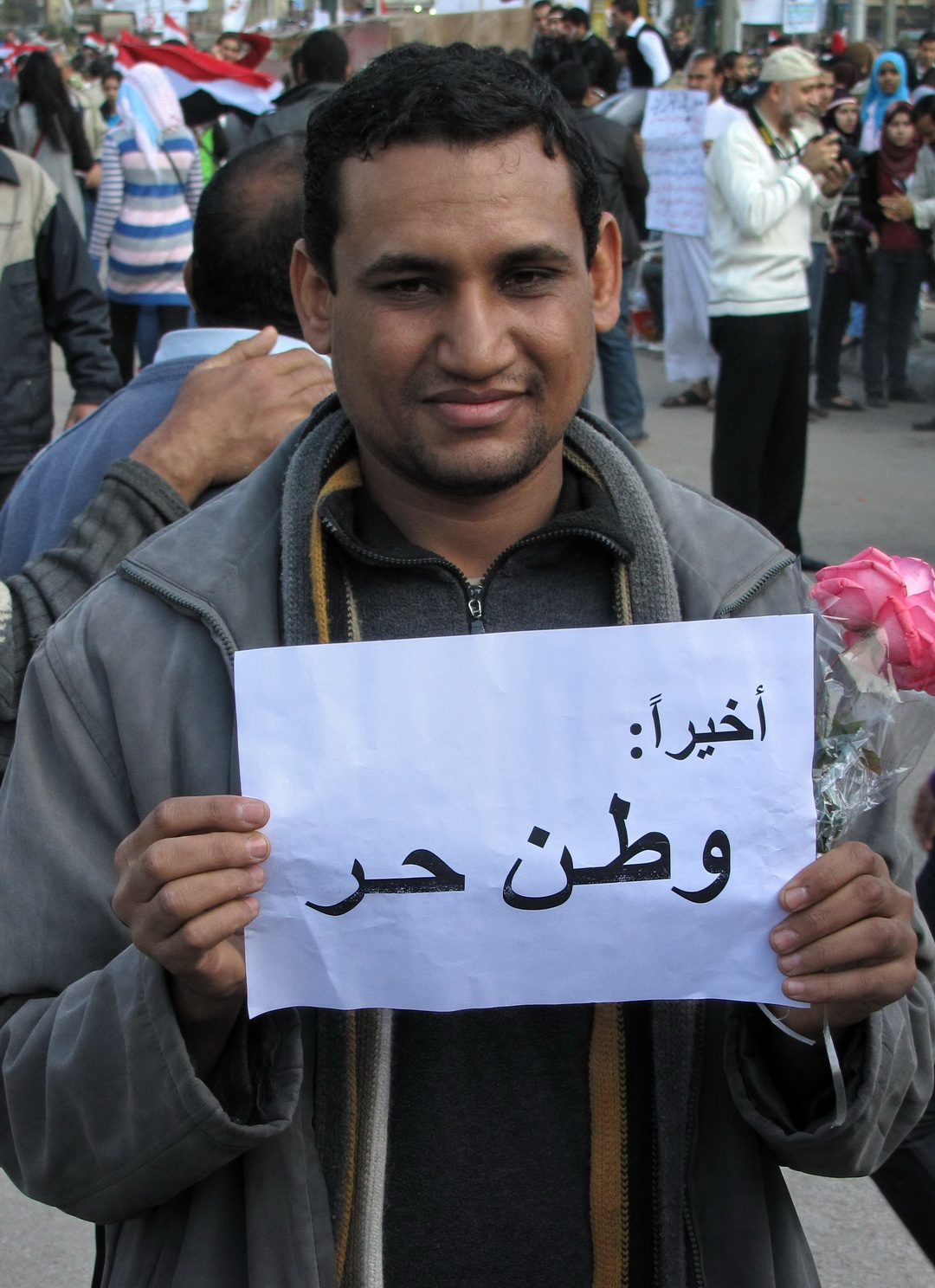
لافتة بعد استقالة مبارك

في السادسة من مساء الجمعة 11 فبراير/شباط 2011 أعلن نائب الرئيس عمر سليمان في بيان قصير عن تخلي مبارك عن منصبه وكان هذا نصه:
.
تدفق الملايين من الناس إلى شوارع القاهرة خاصةً في ميدان التحرير ومختلف المحافظات المصرية احتفالاً برحيله، وهتفت النساء بالزغاريد. وما هي إلا دقائق حتى عمّت الاحتفالات جميع أرجاء مدن الوطن العربي من المحيط إلى الخليج ابتهاجًا بانتصار ثورة 25 يناير وتنحي مبارك عن الحكم كما أدى ذلك إلى تجميد ارصدة بعض الوزراء وكبار المسئولين وبعض رجال الأعمال ومن أهمهم حبيب العادلي وزير الداخلية الأسبق وزهير جرانة وزير السياحة السابق ومحمد المغربي وزير الإسكان السابق وأحمد عز من كبار رجال الأعمال وأحمد نظيف رئيس الوزراء الأسبق وغيرهم وقد صدر قرار من النائب العام بمنعهم من السفر لحين التحقيق معهم في القضايا المنسوبة إليهم.
وكان من أهم تداعيات الثورة بدء سلسلة من التحقيقات مع رموز من نظام مبارك السابق وحبس العديد منهم علي ذمة قضايا تربح وفساد. ومن أشهر هؤلاء نجلي الرئيس السابق الذي صدر في حقهما حكما بالحبس علي ذمة التحقيقات في فجر 12 أبريل/نيسان وكذلك حكما بحبس محمد حسني مبارك نفسه ولكن لم يتسن تنفيذ الحكم نظراً لتدهور حالته الصحية فبقي رهن التحقيقات في مستشفى شرم الشيخ وحل الحزب الوطني بقرار المحكمة الإدارية العليا يوم 16 أبريل 2011 ومصادرة جميع أمواله ومقراته لصالح الدولة.

## ردود الفعل المحلية والدولية

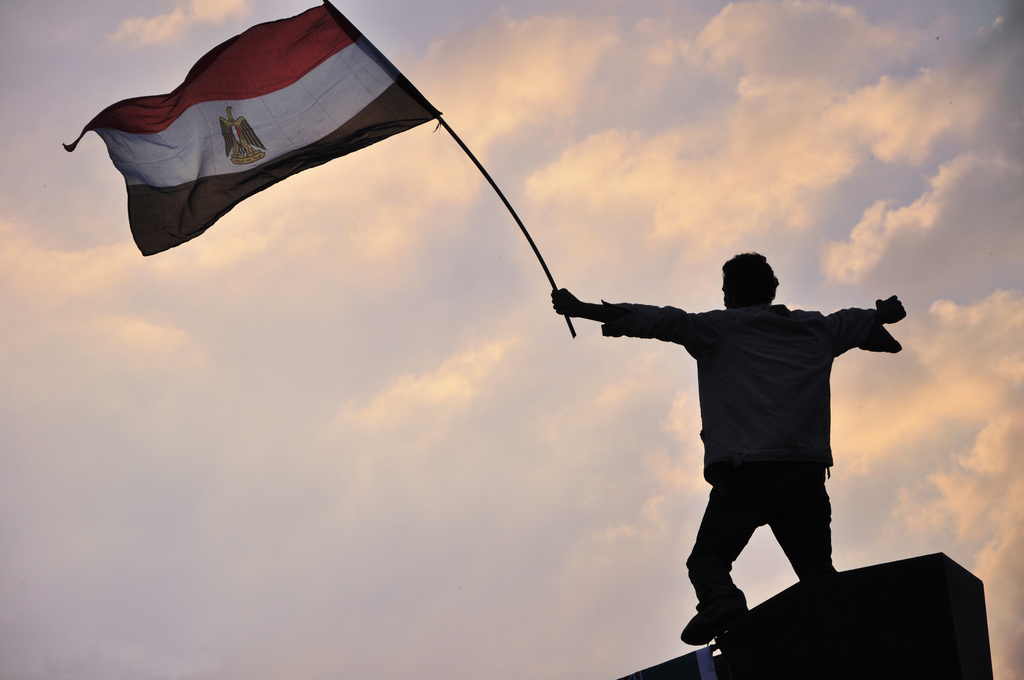
متظاهر يحمل علم مصر في 25 يناير 2011.

- متظاهر يحمل علم مصر في 25 يناير 2011.كان رد الفعل المحلي هو قيام معظم فئات الشعب بالمشاركة في الثورة ولكن تدخلت الحكومة باستخدام البلطجية والمأجورين والإعلام الرسمي المضلل من صحف وقنوات تليفزيونية رسمية بخلق رأى مضاد للثورة ولكن في النهاية فشلت هذة الوسائل في قمع الثورة أو القضاء عليها.
- كان رد الفعل الدولي إجمالاً مناهضًا للنظام مؤيدًا لأهداف الثورة وطالبوا مبارك بنقل السلطة سريعًا وخاصة الولايات المتحدة الأمريكية، الاتحاد الأوروبي، ألمانيا، تركيا.

### كتب عن الثورة
- فقد كتب الكثير من أشهر الكتاب في العالم عن الثورة ومنهم الكاتب السياسي الشهير روبرت فيسك والذي يعد واحداً من أكثر المهتمين بالثورة المصرية من الكتاب العالمين.
- كتاب هل اخطأت الثورة للكاتب علاء الأسواني.
- كتاب (سقوط الأقنعة) للكاتب مصطفى عبد التواب.

## وصلات خارجية
- قبل الثورة، إخوان تيوب.
- أغلب ملفات الفيديو الخاصة بالثورة - من موقع يوتيوب
- ثورة 25 يناير وبعض أصدائها الأدبية
- فيديو للمظاهرات المصرية وسط القاهرة.
- يوم الغضب.....نقلة نوعية في المشهد الاحتجاجي المصري - تحليل عمرو حمزاوي من موقع صحيفة الحياة اللندنية/قنطرة
- كشف ثروات هائلة لمسؤولين بمصر - تقرير من موقع قناة الجزيرة
- غارديان: ثروة آل مبارك بالمليارات - تقرير من موقع قناة الجزيرة
- الحركات المساهمة بثورة مصر والحوار - تقرير من موقع قناة الجزيرة
- الحركات الإسلامية وثورة 25 يناير.. مواقف متناقضة ومستقبل قلق - دراسة: مركز الدين والسياسة للدراسات
- تسلسل زمني للأحداث في مصر - موقع قناة الجزيرة يقدم ملخص لأحداث فترة 25 يناير إلى 5 فبراير 2011.
- بيان تنحى الرئيس حسنى مبارك على يوتيوبفيديو من موقع يوتيوب قراءه نائب الرئيس عمر سليمان.
- احمد عز رجل الاعمال المصري كان عازف درامز سنة 1987 فيديو من موقع يوتيوب عن موهبة أحمد عز الفنية.
- فيديو كان من أسباب أشعال هذه الثورة على يوتيوبفيديو من موقع يوتيوب كان يعد به لثورة 25 يناير.
- لقاء وائل غنيم مع برنامج العاشرة مساءً كامل على يوتيوبفيديو من موقع يوتيوب.
- يا بلادى - أغنية شهداء ثورة 25 يناير على يوتيوبفيديو من موقع يوتيوب كما يوجد بها صور وأسماء شهداء 25 يناير.
- حلقة حوار حسب الله الكفراوى وزير الإسكان الاسبق في برنامج الحياة اليوم على قناة الحياة من منتديات نجوم مصرية.
- حلقة برنامج العاشرة مساء يوم 12 فبراير 2011 فيديو من موقع قناة دريم الفضائية المصرية.
- اتحاد شباب ماسبيرو: حبس عفيفي يوم أسود على ثورة الشهداء وتاريخ الصحافة
- البرادعي: شعار حزب الدستور «عيش حرية كرامة إنسانية»
- السيد يسين: حراس المجتمع يحمون أمن الإنسان
- «عيش.. حرية.. وكرامة إنسانية».. شعار بثينة في حملتها الرئاسية